# Einlegesohle

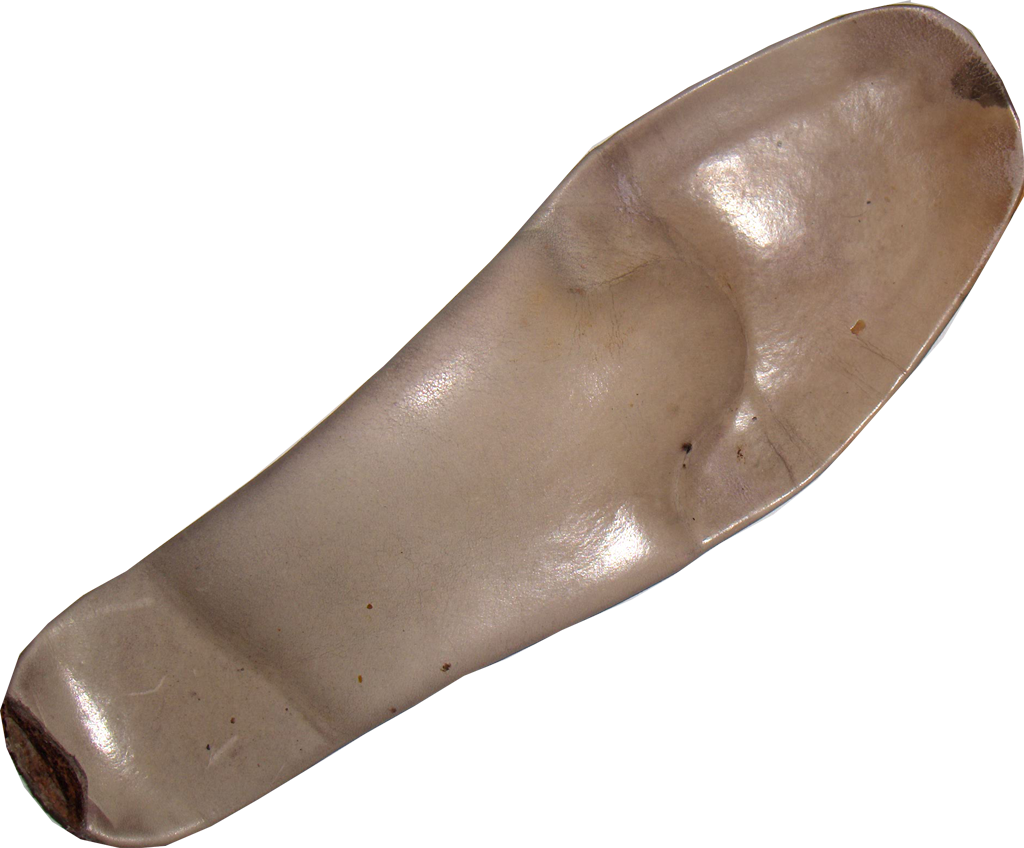
Gebrauchte Einlegesohle

Einlegesohlen sind separate Innensohlen, die aus Gründen des Tragekomforts oder aus orthopädischen Gründen in die Schuhe gelegt werden.

## Normale Einlegesohlen
Die häufigste Form der Einlegesohle sind Schuheinlagen, welche industriell massengefertigt für verschiedene Schuhgrößen angeboten werden. Diese Art von losen Innensohlen wird bei einigen Schuhtypen, insbesondere bei Sportschuhen, zusammen mit dem Schuh ausgeliefert, oder sie ist in Schuhgeschäften oder Schuhmachereien als Zubehör für den Austausch verschlissener Serieneinlagen oder für zusätzlichen Einsatz zu finden.
Je nach Jahreszeit und Verwendungszweck können die Einlagen aus verschiedenen Materialien bestehen. Im Sommer verwendete Einlagen werden meist aus Kork oder Gummi mit einer dünnen Textilauflage gefertigt. Auch Leder und Frottee werden verwendet. Sie werden meist gestanzt und je nach Material noch an den Rändern gegen Ausfransen vernäht. Von alters her werden Einlegesohlen im Winter zur besseren Thermoisolation verwendet; klassische wärmende Einlagematerialen sind Lammfell und Filz, neuere Werkstoffe sind Webpelz oder andere synthetische Materialien, auch beheizbare Sohlen sind inzwischen im Handel.
Immer mehr Einlegesohlen werden zusätzlich mit antibakteriellen Mitteln ausgerüstet, damit die den Fußschweißgeruch erzeugende Schweißzersetzung durch Bakterien unterbunden wird. Hierbei werden jedoch mögliche negative gesundheitliche Nebenwirkungen verschiedener Ausrüstungsverfahren diskutiert. Es gibt Ausführungen, die z. B. durch Einarbeiten von Aktivkohle, Silberionen, getrockneten Kräutern oder durch Verwendung von Zedernholz Schweißgeruch vermeiden sollen.
Wurden diese Sohlen früher in Europa produziert, so ist die Produktion heute meist in Billiglohnländer ausgelagert. Nur Nischenprodukte und Innovationen werden noch in Europa produziert.

## Orthopädische Einlegesohlen
Orthopädische Einlegesohlen werden entsprechend der medizinischen Indikation (festgestellt durch den Facharzt für Orthopädie) individuell als Einzelanfertigung an den einzelnen Fuß des Patienten vom Orthopädieschuhmacher angepasst, da sie den Fuß unterstützen oder Fehlhaltungen ausgleichen sollen. Die Kosten hierfür werden je nach Land und Krankenkasse ganz oder teilweise von den Krankenkassen bezahlt oder zurückerstattet.

## Sonstige Einlegesohlen
Zunehmend werden dreidimensional geformte Einlegesohlen angeboten. In der Regel weisen diese Produkte gleichartige Merkmale auf: eine auftragende Pelotte als Quergewölbestütze, eine Wölbungsstütze des medialen Fußsohlenrandes und eine Vertiefung für die Fersenkugel oft mit zusätzlichen druckdämpfenden Auflagen oder Inletts unter dem Fersenbein. Ein Nachweis für positive gesundheitliche Auswirkungen dieser gleichförmigen Massenprodukte auf die individuellen Füße der Träger steht bisher aus.
Auch die jüngsten Neuentwicklungen von Einlegesohlen wollen Wirkungen auf die Gesundheit der Nutzer durch punktgenaue Druckausübung erzielen. Hierfür besteht die Fläche an verschiedenen Stellen aus unterschiedlich harten Materialien. So sind beispielsweise Niete eingearbeitet, die einen reflektorischen Massageeffekt auf die Fußsohle ausüben und die Tiefenrezeption ansprechen sollen.
Zunehmend werden auch Sohlen mit eingesteppten Wirkstoffen angeboten, die verschiedene Gesundheitsfördernde Wirkungen entfalten sollen. So werden z. B. Zimteinlegesohlen damit beworben, dass sie Fußbeschwerden wie Fußschweiß oder kalte Füße natürlich lindern sollen. Für diese antibakterielle Wirkung oder für eine wirksame Diabetesbehandlung sind jedoch keine Wirksamkeitsnachweise bekannt. Cassiazimt entfaltet seine Wirkung bei der inneren Einnahme oder beim Einbalsamieren mit äherischem Öl. Für gemahlenes Zimtpulver im Inneren von Laufsohlen ohne direkten Hautkontakt ist dagegen keine medizinische Wirkung belegbar.
Im Bereich des Radsports, insbesondere bei der Nutzung von Rennrädern, spielen spezialisierte Einlegesohlen eine zunehmend wichtige Rolle. Diese sind speziell darauf ausgerichtet, die besonderen Bedürfnisse von Radsportlern zu erfüllen und unterscheiden sich dadurch von herkömmlichen Einlegesohlen. Im professionellen Radsport sind maßgefertigte Einlegesohlen mittlerweile Standard und auch bei Amateuren beliebt, die Wert auf eine optimale Leistung und gesundheitliche Prävention legen.